# Franz Maria Doppelbauer

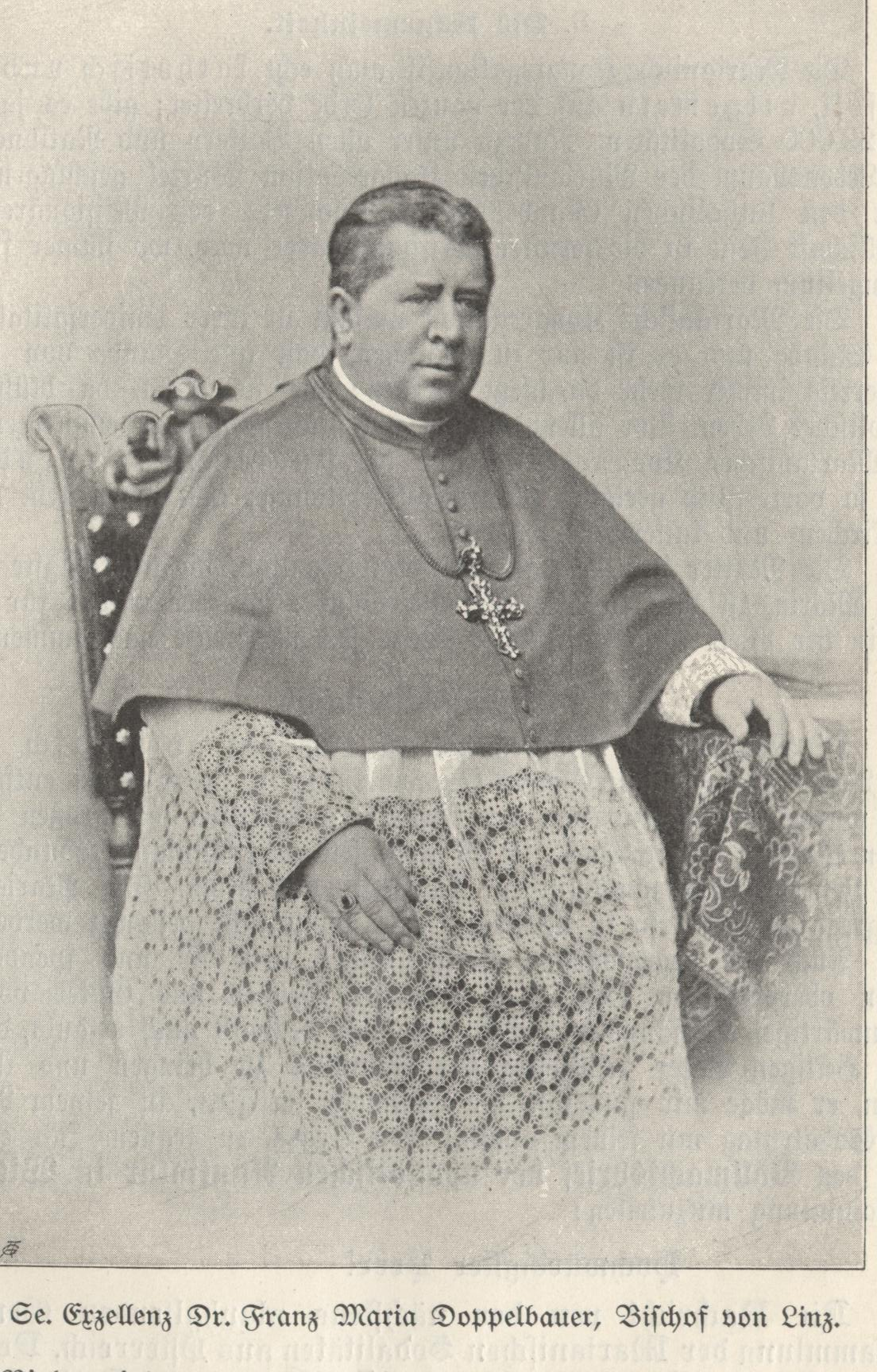
Bischof Franz Maria Doppelbauer

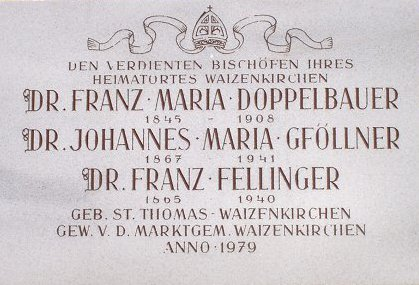
Gedenktafel an der Pfarrkirche von Waizenkirchen

Franz von Sales Maria Doppelbauer (* 21. Jänner 1845 in Waizenkirchen, Oberösterreich; † 2. Dezember 1908 in Linz) war von 1888 bis 1908 römisch-katholischer Bischof von Linz und von 1887 bis 1888 Rektor des Collegio Teutonico di Santa Maria dell’Anima in Rom.

## Leben
Franz Maria Doppelbauer trat nach dem Besuch des Knabenseminars in Linz von 1856 bis 1865 in das Linzer Priesterseminar ein. Am 26. Juni 1868 empfing er die Priesterweihe. Er war zunächst Generalpräfekt des Linzer Priesterseminars und ab 1876 in der Seelsorge tätig. Er studierte ab 1876 zudem Kirchenrecht in Rom. Dort wurde er 1878 zum Dr. iur. can. und 1879 zum Dr. iur. utr. (Doktor der Rechte) promoviert. Von 1878 bis 1879 war er Vizerektor des Collegio Teutonico di Santa Maria dell’Anima. Ab 1882 war er kommissarischer Leiter der Konsistorialkanzlei. Von 1887 bis 1888 war Franz Maria Doppelbauer Rektor des Collegio Teutonico di Santa Maria dell’Anima.
1888 wurde Doppelbauer zum Bischof des Diözese Linz ernannt. Die Bischofsweihe am 10. März 1889 spendete ihm in der Kapelle der Anima zu Rom Kardinal Serafino Vannutelli.
Seit 1889 war er Ehrenmitglied der katholischen Studentenverbindung KÖStV Austria Wien, seit 1895 Ehrenbürger der Gemeinde St. Marienkirchen bei Schärding.

## Wirken
Doppelbauer gehörte zum ersten Redaktionsstab der 1876 gegründeten „Steyrer Zeitung“. Doppelbauer war 1891 Mitbegründer des Knabenkonvikts „Salesius-Verein“. Von 1896 bis 1898 errichtete er das bischöfliche Knabenseminar, heute das Bischöfliche Gymnasium Petrinum in Linz-Urfahr. 1898 realisierte er die Erweiterung des Linzer Priesterseminars. Seiner Initiative ist es maßgeblich zu verdanken, dass der Linzer Mariä-Empfängnis-Dom fertiggestellt wurde.
Franz Maria Doppelbauer war als Bischof von Linz zudem von Amts wegen Mitglied des oberösterreichischen Landtags von 1889 bis 1908.
Er starb 1908 und fand seine letzte Ruhe zunächst im Alten Dom zu Linz. Nach der Fertigstellung des Neuen Doms wurden seine sterblichen Überreste (ebenso wie die der übrigen im Alten Dom bestatteten Bischöfe von Linz) 1924 in die neue Kathedrale verlegt.